# Bleke koevogel
De bleke koevogel (Agelaioides fringillarius) is een vogel uit de familie van de troepialen. De vogel wordt ook wel gezien als een ondersoort, een geïsoleerde populatie van de grijze koevogel (A. badius).

## Kenmerken
De bleke koevogel is een kleine vogel met een lengte van ongeveer 18 cm en een gewicht van circa 40 gram. Deze vogel is bleek zandbruin van kleur en heeft bruin-zwarte vleugels en een zwart masker rond het oog.

## Verspreiding en leefgebied
Deze vogel is endemisch in Brazilië en komt daar voor van het noordoosten van het land tot de zuidoostelijke staat Minas Gerais. Hij leeft in de savanne en droge bossen. De leefgebieden liggen in de biomen Caatinga en Cerrado.

## Status
Deze soortgroep heeft een groot verspreidingsgebied in half open landschappen, bestaande uit struiken en een klein aantal bomen. Over het algemeen is het een vrij veelvoorkomend vogel en daarom staat de soort (inclusief de grijze koevogel)  \als een niet bedreigde soort op de Rode Lijst van de IUCN.